# Municipio de Grass Lake (Minnesota)
El municipio de Grass Lake (en inglés: Grass Lake Township) es un municipio ubicado en el condado de Kanabec en el estado estadounidense de Minnesota. En el año 2010 tenía una población de 1038 habitantes y una densidad poblacional de 11,51 personas por km².

## Geografía
El municipio de Grass Lake se encuentra ubicado en las coordenadas 45°46′15″N 93°11′48″O / 45.77083, -93.19667. Según la Oficina del Censo de los Estados Unidos, el municipio tiene una superficie total de 90.18 km², de la cual 88,31 km² corresponden a tierra firme y (2,08 %) 1,87 km² es agua.

## Demografía
Según el censo de 2010, había 1038 personas residiendo en el municipio de Grass Lake. La densidad de población era de 11,51 hab./km². De los 1038 habitantes, el municipio de Grass Lake estaba compuesto por el 95,95 % blancos, el 0,29 % eran afroamericanos, el 0,39 % eran amerindios, el 0,19 % eran asiáticos, el 1,25 % eran de otras razas y el 1,93 % eran de una mezcla de razas. Del total de la población el 2,7 % eran hispanos o latinos de cualquier raza.